# Currie (Écosse)
Pour les articles homonymes, voir Currie.

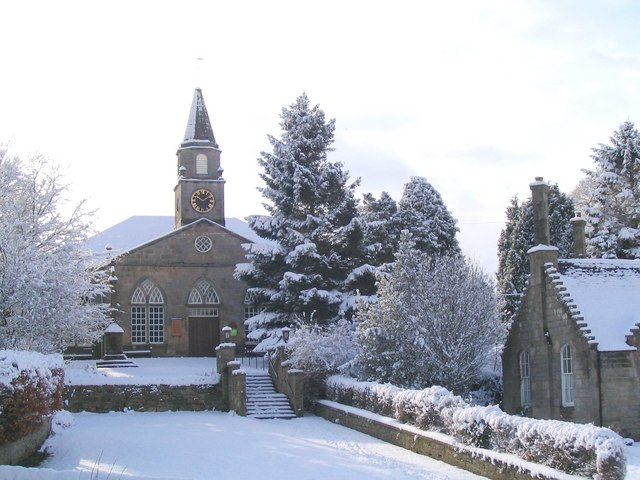
Église de Currie en hiver.

Currie est une banlieue d'Édimbourg située à 10 kilomètres au sud-ouest du centre-ville. Ancien village du comté de Midlothian, elle se trouve entre Juniper Green et Balerno sur Lanark Road. Currie est administrée par le City of Edinburgh Council.